# Luna de miel (programa de televisión)
Luna de miel fue un conocido programa creado por Gestmusic Endemol y emitido entre el 25 de noviembre de 1992 y 1994 en Telemadrid, TV3, Canal Sur, Canal 9 y ETB. La presentadora fue Mayra Gómez Kemp, excepto en la de TV3 en Cataluña donde la presentadora fue Montse Guallar.
La 1ª temporada constó de 28 programas, mientras que la 2º tuvo 16 programas, siendo uno de ellos un programa especial, el último, a modo de resumen y como despedida.

## Formato
El programa hacía competir a 3 parejas (Colores rojo, azul y verde) de recién casados en diferentes pruebas, en las que ponían a prueba su compenetración así como diferentes habilidades. Con ayuda de familiares y amigos, la pareja que lograse llegar a la final, podía optar a suculentos premios. Como nota curiosa, las parejas participaban vestidas en traje de boda y realizaban así todas las pruebas, lo cual le daba un toque muy distintivo al programa.

## 1º fase
En la 1ª fase, competían las tres parejas en tres pruebas. 
En la 1º prueba, una pareja de famosos casada, venía al plató y contaba su experiencia (Noviazgo, boda, luna de miel...). Cada uno de los cónyuges daba una versión sobre 3 momentos de su vida amorosa. Las parejas concursantes tenían que adivinar si era él o era ella quien decía la verdad. Si acertaban, ganaban un pequeño cazo. Podían ganar hasta 3 cazos.
En la 2º prueba, las parejas recibían 4 maletas de su color. Uno de los miembros de la pareja era aislado y entonces su cónyuge y uno de sus padres (Mayoritariamente, eran las madres, aunque en alguna ocasión eran los padres los que participan) tenían que responder 2 preguntas relacionada con el novio o la novia, que, sin escuchar las respuestas por estar aislado, debía de responder a dichas preguntas posteriormente. Normalmente, la 1º pregunta era de respuesta abierta, y en la 2º pregunta, se daban tres opciones posibles. Por cada coincidencia, la pareja perdía una maleta, lo cual era positivo para ir más ligeros de equipaje a la última prueba de la fase: el crucero.
En el crucero, los recién casados y las maletas de penalización (Entre ninguna y un máximo de 4) eran introducidas en una barca agujereada lateralmente y situada en una piscina. Con los cazos conseguidos en la 1º prueba podían achicar agua. A las parejas se les hacían preguntas de cultura general. Si fallaban la pregunta, como penalización uno de los familiares o de los amigos debía subir a la barca, aumentando el peso y complicando la permanencia a flote. La barca de la pareja que volacase o se hundiese en primer lugar, era la que quedaba eliminada, haciendo que las otras 2 parejas sigan jugando.

## 2ª fase
Las dos parejas que superaban la 1ª fase, pasaban a la 2ª fase, donde debían realizar tres pruebas. En la 1ª de ellas, se les mostraba un vídeo de la casa de algún famoso (Normalmente un cantante), y en un minuto debían averiguar de quien era dicha casa. Para ello, durante el minuto de visionado, en el vídeo se podían observar ciertos detalles que daban pistas (Tales como fotos u objetos). La pareja que adivinase antes de quien era la casa, ganaba a un forzudo que les ayudaría a sujetar el trampolín en la 3ª prueba de esta fase. El perdedor se llevaba a un hombre esmirriado que apenas podía aportar fuerza.
En la 2ª prueba, uno de los cónyuges era protagonista. Estos competían entre sí en una prueba que normalmente era de carácter cómico y donde habitualmente había que pasar algo de vergüenza. Las posibilidades eran tales como 'seducir' a una mujer, o ser desnudado por un grupo de mujeres, entre otras muchas posibilidades; siendo esta la única prueba que variaba todas las semanas. Si los concursantes hacían bien la prueba ganaban un saco de 100 kg de lastre que sería muy útil en la 3ª prueba.
En la 3ª prueba, las parejas de recién casados eran situadas en un trampolín, que era sujetado por amigos, familiares y la ayuda correspondiente ganada previamente (el forzudo y/o el saco de 100 kg). La presentadora iba realizando preguntas de cultura general de forma alternativa. Si había un fallo, uno de los familiares o de los amigos debía abandonar la zona de sujeción del trampolín. La prueba seguía hasta que los familiares y los amigos de una de las parejas no pudieran soportar el peso y los novios cayeran al agua. La pareja que aguantaba era la ganadora, y podía disputar la última fase.

## 3ª fase
En esta fase, solo quedaba ya una pareja. Su misión era completar una tarta nupcial de 10 pisos, superando 10 pruebas en un máximo de 10 minutos en total. Para ello, había una urna con varios sobres que contenían pruebas diferentes, que estaban repartidas por todo el plató y que variaban todas las semanas, aunque ocasionalmente alguna prueba se repetía en diferentes programas. Cada prueba superada, aportaba un piso de la tarta. En esta fase, todas las pruebas las debían realizar solo los novios, con ayuda ocasional del público, de los familiares o de los amigos, si así lo indicaban las normas de la prueba. Ocasionalmente, la prueba era 'dirigida' y una voz, una nota o una llamada indicaba lo que había que hacer en ese momento. 
Dentro de la urna había 3 'regalos de boda' que eran comodines y que regalaban un piso a la tarta nupcial. 
Los 9 primeros pisos de la tarta nupcial debían completarse con pruebas o regalos de boda. El 10º piso era siempre la misma prueba, y consistía en que el novio debía llevar en brazos a su mujer y cruzar una pasarela inestable que atravesaba la piscina. Si la pareja caía al agua, tenían que volver a salir e intentar cruzar de nuevo la pasarela. Si lo lograban dentro del tiempo, la pareja de recién casados ganaba suculentos premios, tales como coches, viajes o dinero en metálico. Si no era así, se llevaban un premio de consolación, normalmente un pequeño viaje.

## Interfase
Las parejas que quedaban eliminadas a lo largo del programa, jugaban un juego de consolación. Los dos miembros eran colocados debajo de un gran manzano, que tenía 25 manzanas colgadas. Las manzanas iban cayendo de forma aleatoria y debían de ser cogidas 'al aire', sin que tocaran el suelo. Cada manzana tenía un número del 1 al 25, y contenía un pequeño premio. La pareja se llevaba todos los premios contenidos en las manzanas que pudieran coger al aire. La Interfase de la 2º pareja perdedora tenía premios algo mejores. Estos variaban desde muy sencillos (Como un rodillo de amasar) hasta algo más generosos (Un viaje, por ejemplo).

## Miscelánea
El programa es parodiado en una escena de la película de temática gay Amor de hombre.
En 2006, TVE emitió una nueva versión del programa titulándolo Hasta que la tele nos separe, presentado por Paz Padilla, aunque con mucho menos éxito que el original.
- Datos: Q16594980